# Dia Internacional dos Direitos Animais
O Dia Internacional dos Direitos Animais (DIDA) ocorre no dia 10 de dezembro desde 1998 e foi criado pela ONG inglesa Uncaged. A data é uma alusão à ratificação, na ONU, da Declaração Universal dos Direitos Humanos, em 1948, e visa chamar atenção para a necessidade de inclusão de todos os animais como sujeitos morais, de direito, capazes de sentir e sofrer. Esta posição é defendida com base na teoria dos Direitos Animais.
A Declaração Universal dos Direitos dos Animais foi adoptada pela Liga Internacional dos Direitos do Animal em 1977, que a proclamou no ano seguinte. Posteriormente, foi aprovada pela Organização de Nações Unidas (ONU) e pela Organização das Nações Unidas para a Educação, a Ciência e a Cultura (UNESCO).
A Declaração é composta por 14 artigos, que compreendem 25 alíneas, cujo Preâmbulo destaca o facto de todos os animais terem direitos, e evidencia a igualdade entre as espécies como fundamento da coexistência. Uma das afirmações que se destaca no documento diz que "o respeito pelos animais, por parte do homem, está relacionado com o respeito dos homens entre eles próprios".

## DIDA no Brasil
Eventos ocorrem neste dia no Brasil desde 2006 em diversas cidades. Grupos como o GAE, Gato Negro, VEDDAS e ONG CAMALEÃO,  aproveitam a data para realizar atos de educação para o veganismo.